# ¿Dónde estabas tú en el 77?
¿Dónde estabas tú en el 77? es el segundo álbum de estudio que lanzó al mercado el cantante español Loquillo junto a la banda Trogloditas.
El disco según palabras del propio Loquillo en su página oficial supuso la puesta de largo del grupo, empezaron las giras y todo el lío.
Todas las canciones del álbum fueron compuestas casi en su totalidad por Sabino Méndez salvo 77 que es obra del propio Loquillo y Ricard Puigdomènech.

## Lista de canciones
1. En las calles de Madrid - 3:22
2. 77 - 2:35
3. Enamorado de la dependienta de la tienda de patatas fritas - 3:00
4. Canción de amor - 3:35
5. Avenida de la luz - 5:23